# Sarma
Sarmaua (singular nearticulat sarmá sau uneori, regional, sármă  sau o formă de singular refăcută după forma de plural, considerată incorectă, sarmală; plural nearticulat sarmale) este un preparat culinar din carne tocată (de obicei de porc, dar și de vită, oaie, pasăre sau chiar pește), amestecată cu orez și cu alte ingrediente, învelită în foi de varză (proaspătă sau acră - murată), de viță sau de ștevie etc., în formă de rulou. În România se servește de obicei cu mămăligă și smântână sau iaurt.
În Bucovina și în Moldova sarmalele sunt uneori numite găluci („găluști”, „găluște”).

## Etimologie
Cuvântul românesc „sarma” este un împrumut din limba turcă (sarmak), unde are sensul „a înfășura, a înveli”. Este posibil și intermediarul sârbesc cарма / sarma: „sarma”.

## Răspândire
Acest produs culinar este cunoscut, cu aceeași denumire în mai multe țări din apropierea bazinului răsăritean al Mării Mediterane: Turcia, Ungaria, România, Bulgaria, Serbia, Macedonia, Palestina, Iordania, Siria, Liban, Grecia, precum și în Republica Moldova.

## Pregătire

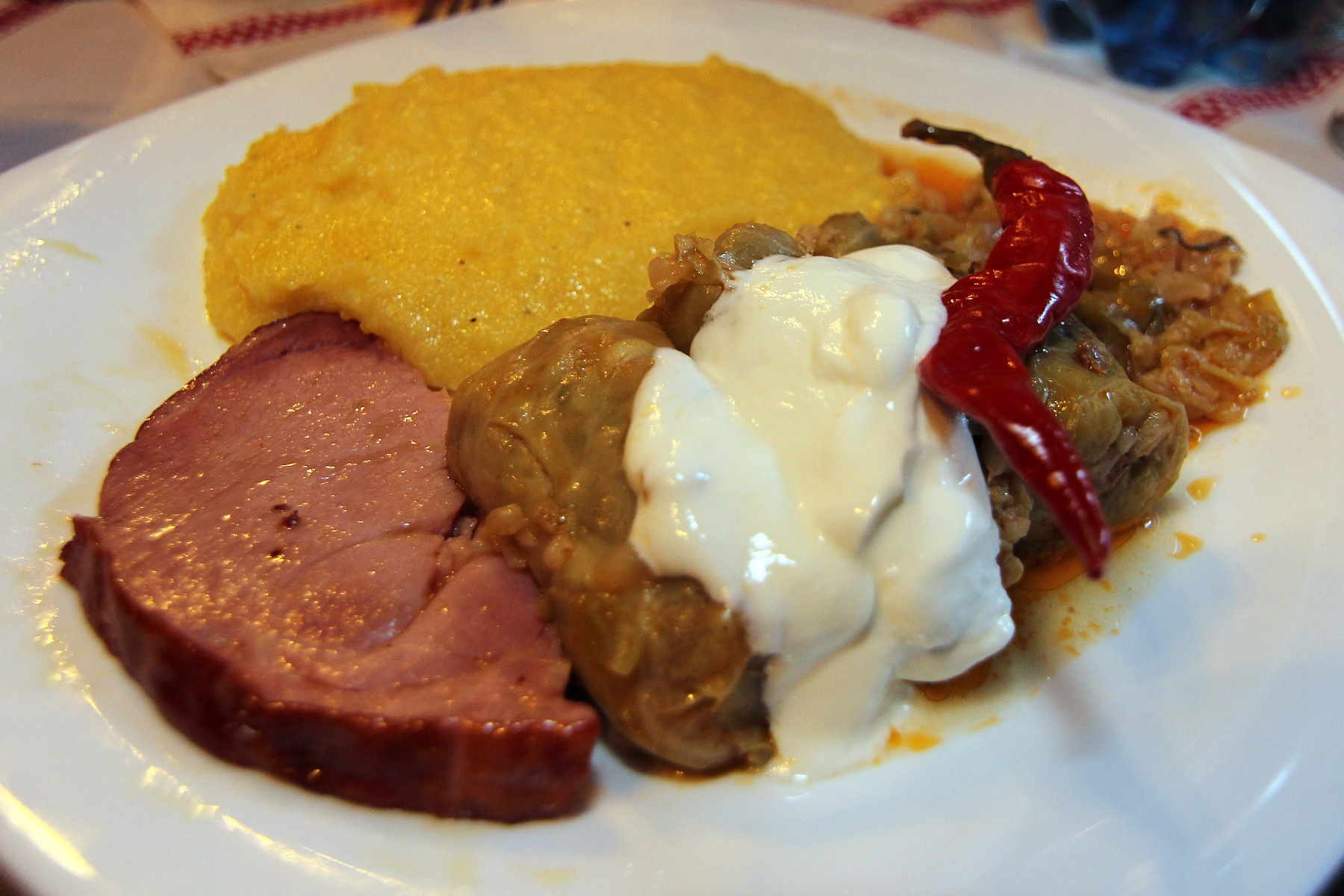
Sarmale cu smântână, mămăligă, afumătură și ardei iute

Se pot face sarmale și de post, înlocuind carnea din umplutură cu orez, ciuperci, soia, legume tocate, păsat de porumb, sau chiar bucățele de pâine (la alegere sau în diferite combinații după gust).
          

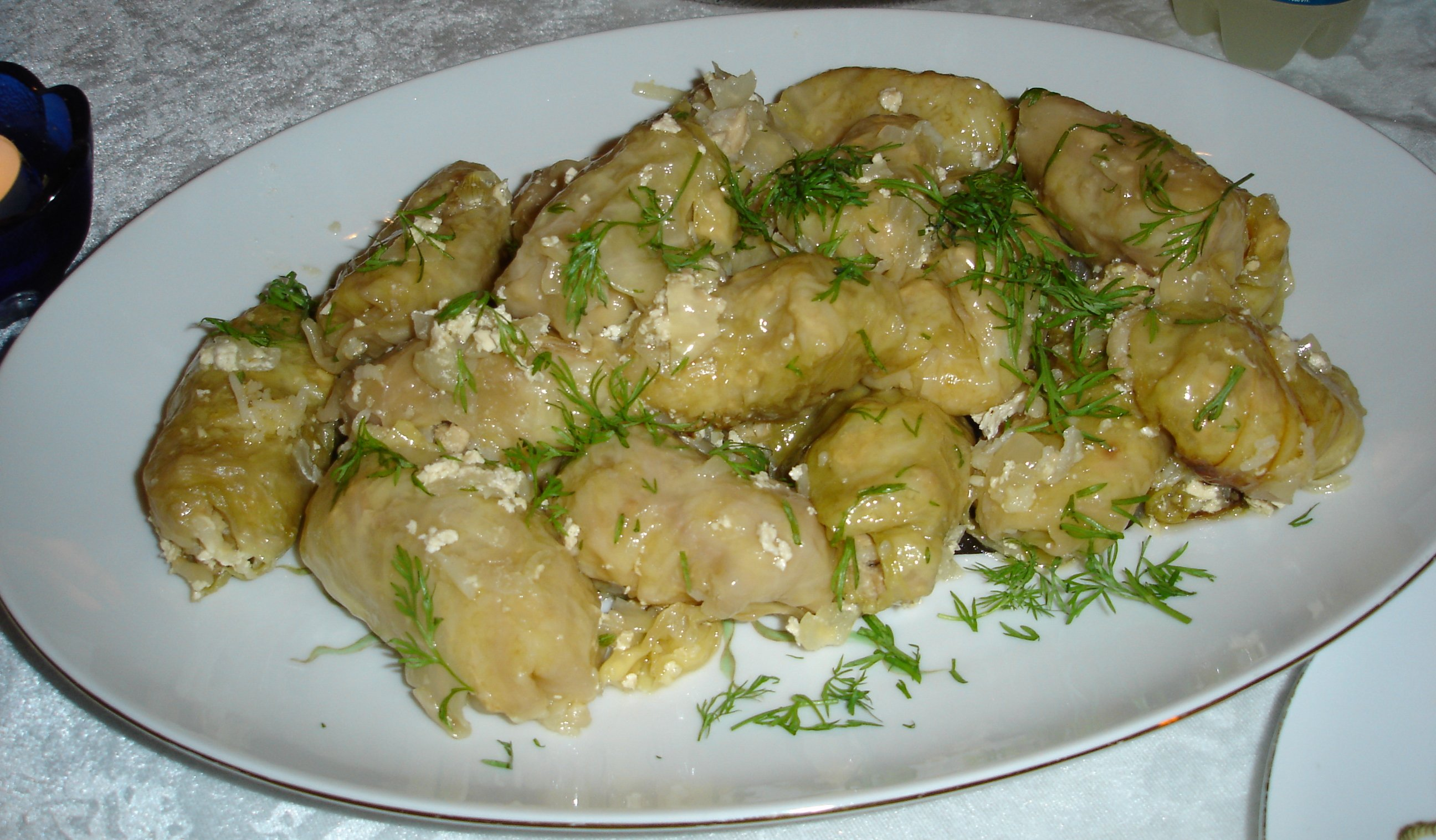
Sarmale în foi de varză

Varza folosită la prepararea sarmalelor poate fi proaspătă sau acră (murată rapid sau pentru a fi păstrată peste iarnă). Sarmalele se mai pot prepara cu foi (frunze) de podbal, ștevie, spanac sau (în unele zone) hrean. La servire, smântâna poate fi înlocuită cu iaurt sau (mai ales în Ardeal) cu lapte covăsit (iaurt preparat în casă).
Sarmalele cu păsat sunt „de post” (adică, gătite fără carne, grăsimi animale, pește, ouă sau produse lactate) dar pot fi și „de frupt” dacă li se adaugă la împachetat câte o felie de costiță sau jambon afumat în mijlocul umpluturii.
Gurmanzii sunt de părere că sarmalele sunt mai gustoase dacă se fierb într-un ceaun din fontă, la foc domol, sau într-o oală de ceramică, la cuptor, dacă la fundul ceaunului/oalei de ceramică și printre sarmale se pun bucăți de șorici afumat sau chiar un ciolan de porc afumat, frunze de cimbru, mărar și boabe de piper. 
În unele sate din Munții Apuseni, (unde se mai păstrează denumirile de „sarmă” și „sarme”), țăranii pun printre sarmale, bucăți de călbaj (un fel da caltaboș făcut cu bucăți de carne amestecate în umplutura tradițională și bine afumat).

## Servire
Se consideră că dacă se consumă după ce „stau” 2-3 zile, sarmalele vor avea o savoare deosebită. 
La masă, sarmalele de post se servesc cu sos de roșii, ardei iute, ceapă verde sau salată de ceapă uscată.